# Pascual Chávez Villanueva

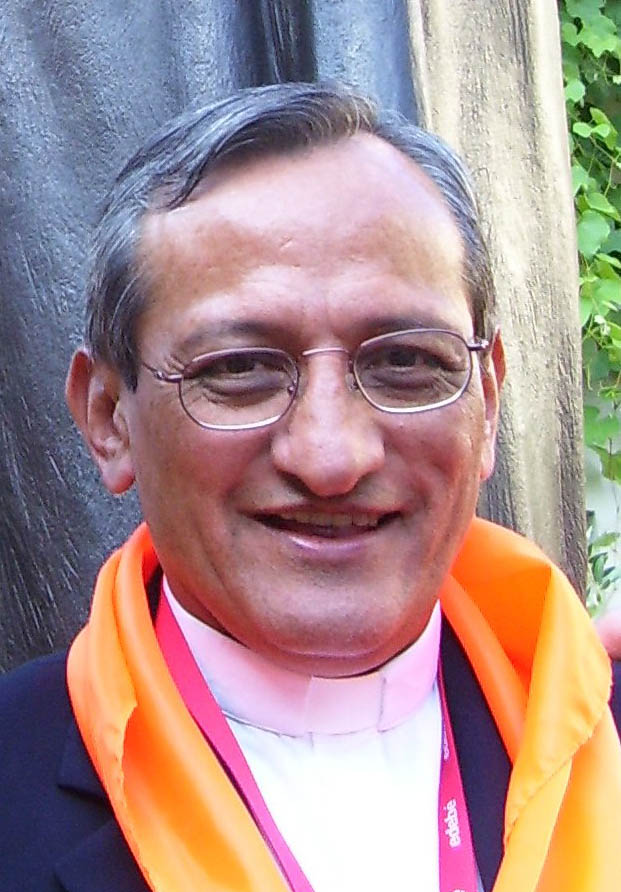
Pascual Chávez Villanueva

Pascual Chávez Villanueva (Real de Catorce, 20 dicembre 1947) è un presbitero messicano, dal 2002 al 2014 è stato il nono successore di Don Bosco.

## Biografia
Religioso della Società Salesiana di San Giovanni Bosco, è stato ordinato sacerdote l'8 dicembre del 1973 a Guadalajara e si è trasferito poi in Italia, dove ha completato la sua formazione: il XXV capitolo generale dell'istituto, riunitosi a Roma il 3 aprile 2002, lo ha eletto Rettore Maggiore della congregazione (IX successore di Don Bosco).
È stato confermato alla guida dell'istituto dal XXVI capitolo generale, riunitosi nei giorni della Pasqua del 2008: il suo mandato è scaduto nel 2014.
In quanto moderatore supremo dell'istituto, è stato anche Gran Cancelliere della Pontificia Università Salesiana.
Attualmente è al servizio della Congregazione animando tutta la Famiglia Salesiana del mondo attraverso conferenze e predicazioni. Risiede presso la Comunità Salesiana "San Tarcisio" in Roma.